# Sholur
Sholur là một thị xã panchayat của quận The Nilgiris thuộc bang Tamil Nadu, Ấn Độ.

## Nhân khẩu
Theo điều tra dân số năm 2001 của Ấn Độ, Sholur có dân số 11.297 người. Phái nam chiếm 50% tổng số dân và phái nữ chiếm 50%. Sholur có tỷ lệ 59% biết đọc biết viết, thấp hơn tỷ lệ trung bình toàn quốc là 59,5%: tỷ lệ cho phái nam là 70%, và tỷ lệ cho phái nữ là 48%. Tại Sholur, 11% dân số nhỏ hơn 6 tuổi.